# أيفيند هايبيرغ
أيفيند هايبيرغ (بالنرويجية البوكمول: Eivind Heiberg)‏ هو شخصية أعمال ومهندس نرويجي، ولد في 29 نوفمبر 1870 في أوسلو في النرويج، وتوفي بنفس المكان في 2 نوفمبر 1939.